# Rakowski Sofia
Rakowski FK Sofia (bułg. "Раковски" ФК (София)) – bułgarski klub piłkarski z siedzibą w stolicy kraju, mieście Sofia, działający w latach 1911–1947.

## Historia
Chronologia nazw:
- 1911: Rakowski Sofia (bułg. СК "Раковски" (София))
- 13.12.1934: Rakowski Sofia (bułg. СК "Раковски" (София)) – po fuzji z Lozenec Sofia
- 25.05.1935: Rakowski Sofia (bułg. СК "Раковски" (София)) – po wyjściu z fuzji Łozenec Sofia
- 11.1938: Rakowski Sofia (bułg. СК "Раковски" (София)) – po fuzji z Łozenec Sofia
- 19.09.1943: RR 43 Sofia (bułg. СК "РР 43" (София)) – po fuzji z Rodina Łozenec
- 05.10.1944: Rakowski FK Sofia (bułg. "Раковски" ФК (София)) – po fuzji z FK 13 Sofia
- 11.06.1947: klub rozwiązano - po fuzji z Junakiem Sofia i drużyną MSW, tworząc Spartak MWR Sofia

Klub Sportowy o nazwie Rakowski został założony w Sofiijskiej dzielnicy Łozenec 1 kwietnia 1911 roku. Klub kontynuował tradycje towarzystwa gimnastycznego "Iskra" (bułg. Квартален ученически клуб "Искра"), założonego w 1907 roku oraz oraz klubu "Mażestik" (bułg. Квартален футболен клуб "Мажестик"), założonego w 1910 roku. Zespół brał udział w drugich zorganizowanych meczach mistrzostw Sofijskiego Związku Piłki Nożnej w 1923 roku, kiedy doszło do rozłamu i stołeczne kluby zostały podzielone na Sofijską Ligę Sportową oraz Sofijski Związek Sportowy. Zajął 4 miejsce w sportowej lidze. W 1924 zespół zajął 6.miejsce w tabeli pierwszej dywizji Sofijskiego Związku Sportowego, a w 1925 awansował na 5.pozycję. Był to największy sukces klubu. Jeszcze w 1938, 1939 i 1940 klub powtórzył taki sukces. W 1927 klub spadł do II dywizji Sofijskiego Związku Sportowego, ale w 1933 powrócił do pierwszej dywizji. 13 grudnia 1934 roku klub połączył się z klubem Lozenec Sofia pod nazwą Rakowski. Następnie 25 maja 1935 roku klub Łozenec oddzielił się od klubu i znów zaczął istnieć jako samodzielny klub sportowy. Sezon 1935 klub spędził w drugiej dywizji ale szybko wrócił do pierwszej. W listopadzie 1938 roku nastąpił nowy sojusz między dwoma zespołami. W latach 1940 – 1944 zespół ponownie grał w drugiej dywizji.
19 września 1943 roku klub połączył się z klubem Rodina Łozenec pod nazwą RR 43 (Sofia), a 5 października 1944 roku do klubu dołączył FK 13 Sofia, wskutek czego nowa nazwa brzmiała Rakowski FK (Sofia).
Klub istniał do 11 czerwca 1947 roku, kiedy to został połączony z klubem Junak Sofia i zespołem kultury fizycznej Ministerstwa Spraw Wewnętrznych w Sofii pod nazwą Spartak MWR Sofia, przy czym majątek z sezonu 1946–47 przypisano nowo utworzonemu zespołowi.

## Barwy klubowe, strój, herb, hymn
|  |  |

Klub ma barwy niebiesko-czarne. Piłkarze domowe spotkania zazwyczaj grają w niebiesko-czarnych strojach.

## Sukcesy

### Trofea międzynarodowe
Do chwili obecnej klub jeszcze nigdy nie zakwalifikował się do rozgrywek europejskich.

### Trofea krajowe
| \| \| Zdobyte trofea w rozgrywkach Bułgarii (stan na: 31-05-2024) \| |                                                             |      |                                                                                |
| Rozgrywki                                                            | Osiągnięcie                                                 | Razy | Sezon(y)                                                                       |
| · Mistrzostwo                                                        | I miejsce                                                   | 0    |                                                                                |
| · Mistrzostwo                                                        | II miejsce                                                  | 0    |                                                                                |
| · Mistrzostwo                                                        | III miejsce                                                 | 0    |                                                                                |
| Puchar                                                               | zdobywca                                                    | 0    |                                                                                |
| Puchar                                                               | finalista                                                   | 0    |                                                                                |
| II liga                                                              | I miejsce                                                   | 0    |                                                                                |
| II liga                                                              | II miejsce                                                  | 0    |                                                                                |
| II liga                                                              | III miejsce                                                 | 0    |                                                                                |
| II liga                                                              | 5.miejsce                                                   | 4    | 1925 (Sofijski SF), 1938 (Sofijski SF), 1939 (Sofijski SF), 1940 (Sofijski SF) |
| Bułgaria                                                             | Zdobyte trofea w rozgrywkach Bułgarii (stan na: 31-05-2024) |      |                                                                                |

## Poszczególne sezony

### Rozgrywki międzynarodowe

#### Europejskie puchary
Nie uczestniczył w rozgrywkach europejskich.

### Rozgrywki krajowe
| \| Bułgaria \| Bilans występów klubu w rozgrywkach piłkarskich Bułgarii (Stan na 31 maja 2025 r.) \| \| |                                                                                    |        |       |   |   |   |    |    |     |                                            |        |        |      |
| Poziom                                                                                                  | Rozgrywki                                                                          | Sezony | Mecze | Z | R | P | B+ | B– | Pkt | Lata                                       | Awanse | Spadki | Naj. |
| I | Nacionałna futbołna diwizija / Dyrżawno pyrwenstwo                                 | 0      |       |   |   |   |    |    |     |                                            | 0      | 0      |      |
| II | B RPG / Wtora PFG / Pyrwa PFL / B PFG / Wtora PFL                                  | 13     |       |   |   |   |    |    |     | 1923–1926, 1933–1934, 1936–1940, 1945–1946 | 0      | 3      | 5    |
| III | Treta amatorska futbołna liga                                                      | 12     |       |   |   |   |    |    |     | 1927–1932, 1935, 1940–1944                 | 3      | 0      | 1    |
| IV | Obłastna futbołna liga                                                             | 0      |       |   |   |   |    |    |     |                                            | 0      | 0      |      |
| | Puchar Bułgarii                                                                    | 0      |       |   |   |   |    |    |     |                                            | 0      | 0      |      |
| Bułgaria                                                                                                | Bilans występów klubu w rozgrywkach piłkarskich Bułgarii (Stan na 31 maja 2025 r.) |        |       |   |   |   |    |    |     |                                            |        |        |      |

## Struktura klubu

### Stadion
Drużyna rozgrywała swoje mecze domowe w Sofii na boisku, które znajdowało się obok budynków koszarowych "Kolejowej Spółki" na rogu bulwaru "Petko Karawełow" (obecnie bulwar "Bułgaria") i ulicy Fridjof Nansen. Następnie władze miasta Sofia odebrały klubowi to boisko, pozwalając klubowi na korzystanie z pustego terenu obok Szpitala Aleksandrowskiego w Sofii. Stadion nie posiadał trybun i mógł pomieścić około 4000 widzów. W latach dwudziestych XX wieku oficjalne mecze Mistrzostw Sofii w Piłce Nożnej odbywały się na Stadionie Rakowskiego.  

## Kibice i rywalizacja z innymi klubami

### Derby
- SK Sofia
- Sławia Sofia
- FK 13 Sofia
- Atletik Sofia
- Sława Sofia